# Sean May
Pour les articles homonymes, voir May.
Sean May, né le 4 avril 1984 à Chicago est un joueur  de basket-ball professionnel américain évoluant au poste de pivot.

## Carrière universitaire
Lorsque Sean May décide de s'inscrire à l'université de Caroline du Nord il surprend la plupart des observateurs de recrutement de basket-ball, qui pensaient qu'il resterait jouer pour les Hoosiers de l'Indiana de l'université d'Indiana. Il a de fortes attaches familiales dans cette université : son père Scott May a été ailier dans l'équipe des Hoosiers de l'Indiana avec laquelle il remporte le Championnat NCAA en 1976 et est désigné Naismith College Player of the Year la même année, et son frère Scott Jr a joué pour l'équipe des Hoosiers de l'Indiana qui termina finaliste du Championnat NCAA en 2002.
En Caroline du Nord, Sean May devient le pivot titulaire de l'équipe des Tar Heels de 2003 à 2005. Il est nommé meilleur joueur du tournoi NCAA, ou MOP, lors de l'édition 2005 du Championnat NCAA après avoir mené l'Université de Caroline du Nord à son quatrième titre de champion national. Les Tar Heels battent en finale l'Université de l'Illinois sur le score 75 à 70. Sean May termina le match avec 26 points à 10 sur 11 aux tirs et 10 rebonds. Sean et son père deviennent le troisième duo père-fils à avoir remporté le championnat NCAA, après Henry et Mike Bibby et Marques et Kris Johnson (en).

## Carrière professionnelle
En avril 2005, il déclare qu’il renonce à sa dernière année universitaire pour pouvoir se présenter à la Draft de la NBA. Il est sélectionné en 13e position par les Bobcats de Charlotte. Il commence sa carrière professionnelle de très belle manière en étant nommé MVP de la ligue d'été de Rocky Mountain Revue. Il se blesse en décembre, ce qui mit fin à sa saison rookie. Il dispute ainsi vingt-trois rencontres, dont une dans le cinq de départ, pour des statistiques de 8,2 points, 4,7 rebonds et 1 passe en 17 minutes 3. La saison suivante, il dispute trente-cinq rencontres, pour des moyennes de 11,9 points, 6,7 rebonds et 1,9 passe. Le 5 octobre 2007, il annonce qu'il a décidé d'avoir recours à la chirurgie pour une micro-fracture du genou droit, ce qui par conséquent l’empêche de disputer la saison NBA 2007-2008,. Les effets de la chirurgie effectuée sur lui la saison précédente ne lui permettent pas de jouer à cause de problèmes de conditionnement physique,,,, due à la fatigue et à des tendinites. Le 30 décembre 2008, il est jugé inapte physiquement à jouer avec les Bobcats par l’entraîneur Larry Brown qui le place sur la liste des joueurs inactifs. Durant cette saison 2008-2009, il dispute un total de vingt-quatre rencontres dont douze en tant que titulaire, marquant 3,9 points, captant 2,9 rebonds et délivrant 0,4 passe. Le 23 juin 2009, la chaîne d'information sportive ESPNews indique que les Bobcats de Charlotte décident de ne pas prolonger le contrat de Sean May pour une quatrième année ce qui fait de lui un agent libre.
Le 21 juillet 2009, il signe un contrat d'un an en faveur des Kings de Sacramento pour 884 881 $. Avec ces derniers, il dispute trente-sept rencontres, avec 3,3 points, 1,9 rebond et 0,5 passe. Le 9 août 2010, il signe un contrat d'un an avec les Nets du New Jersey. Toutefois, il subit une fracture de stress au pied gauche lors d'un entraînement de pré saison, il est libéré par l'équipe le 7 septembre.
En décembre 2010 il signe au Fenerbahçe Ülker. En octobre 2011, il  signe avec le KK Zagreb en Croatie. En février 2012, il s’engage en faveur du club italien du Premiata Montegranaro. En juillet 2012, il signe un contrat de deux ans avec le Paris Levallois Basket, club avec lequel il remporte la Coupe de France face à un autre club francilien, Nanterre. Il est désigné MVP de cette rencontre où il marque 21 points, pour une évaluation de 31. Blessé face au Mans lors d'une rencontre du début de la saison 2013-2014, il est tout d'abord annoncé absent jusqu'au mois de décembre. Son absence, due au déplacement d'une vis placée lors d'une précédente opération, est finalement plus longue que prévu et le joueur ne rejoint pas le club français avant la fin de la saison.
En novembre 2014, après une saison blanche, Sean May rejoint le SPO Rouen Basket, promu en Pro A à la faveur d’une wild-card,,, où il retrouve Christophe Denis son entraîneur au Paris Levallois. Après une pige d'un mois au sein du club normand, il signe en décembre en faveur du club d'Orléans Loiret Basket, qui évolue également en Pro A. Il rejoint le club début janvier.
En octobre 2015, il décide de mettre un terme à sa carrière sportive.

## Clubs
- 2005-2009 :  Bobcats de Charlotte (NBA)
- 2009-2010 :  Kings de Sacramento (NBA)
- 2010-2011 :  Fenerbahçe Ülker (TBL)
- 2011-2012 : 
  -  KK Zagreb (Liga A1)
  -  Premiata Montegranaro (LegA)
- 2012-2013 :  Paris Levallois Basket (Pro A)
- 2014-janvier 2015 :  SPO Rouen Basket (Pro A)
- janvier 2015-mai 2015 :  Orléans Loiret Basket (Pro A)

## Palmarès
- Tournoi des Amériques U21 2004
- Champion NCAA en 2005
- Champion de Turquie en 2011
- Coupe de France 2013

## Distinctions
- Meilleur marqueur de Pro A en 2013 avec 18,4 pts/match
- MVP de la finale la Coupe de France 2013
- Sélectionné au All-Star Game LNB 2012